# Szalciny
Szalciny [ʂalˈt͡ɕinɨ] est un village polonais de la gmina de Kuźnica dans le powiat de Sokółka et dans la voïvodie de Podlachie. 